# Портнов, Анатолий Артемьевич
Анато́лий Арте́мьевич Портно́в (10 августа 1925, Орехово-Зуево, Московская губерния — 1986) — советский футболист, центральный защитник ЦДКА в 1946—1948, трёхкратный чемпион СССР. Капитан юстиции. Мастер спорта СССР (1948).

## Биография
Родился в городе Орехово-Зуево, который считается родиной русского футбола.
Начал играть в футбол в 1938 году в подмосковном городе Кусково (ныне район Москвы) в детской команде «Монолит».
В 1942 году в московской команде «Строитель».
В ноябре 1942 призван военкоматом Бауманского района Москвы. В 1943—1944 в команде военного факультета ГЦОЛИФК.
С 1945 по 1948 в составе ЦДКА стал трёхкратным чемпионом страны.
Капитан юстиции.

## Статистика
| Клуб             | Див              | Сезон            | Чемпионат | Чемпионат | Кубки | Кубки | Еврокубки | Еврокубки | Итого | Итого |
| Клуб             | Див              | Сезон            | Игры      | Голы      | Игры  | Голы  | Игры      | Голы      | Игры  | Голы  |
| ---------------- | ---------------- | ---------------- | --------- | --------- | ----- | ----- | --------- | --------- | ----- | ----- |
| ЦДКА             | A                | 1946             | 4         | 0         | 0     | 0     | 0         | 0         | 4     | 0     |
| ЦДКА             | A                | 1947             | 2         | 0         | 1     | 0     | 0         | 0         | 3     | 0     |
| ЦДКА             | A                | 1948             | 13        | 0         | 0     | 0     | 0         | 0         | 13    | 0     |
| ЦДКА             | Итого            | Итого            | 19        | 0         | 1     | 0     | 0         | 0         | 20    | 0     |
| Всего за карьеру | Всего за карьеру | Всего за карьеру | 19        | 0         | 1     | 0     | 0         | 0         | 20    | 0     |

## Достижения и награды

### Спортивные командные
ЦДКА
- Победитель чемпионата СССР (3): 1946, 1947, 1948[2][3][4]

### Государственные награды
- Медаль «За победу над Германией в Великой Отечественной войне 1941—1945 гг.» (09.05.1945)
- Медаль «За боевые заслуги» (21.08.1953)